# Инури (Алба)
Инури (рум. Inuri) насеље је у Румунији у округу Алба у општини Винцу де Жос. Општина се налази на надморској висини од 557 m.

## Становништво
Према подацима из 2002. године у насељу је живело 121 становника, од којих су сви румунске националности.